# Мариес
Мариес (на гръцки: Μαριές, катаревуса Μαριαί) е село на остров Тасос в Северна Гърция.

## География
Селището е разположено в центъра на острова, в западното подножие на планината Ипсарио. 

## История
Църквата „Свети Архангели“ е от 1803 година. На 4 km югозападно е манастирът „Успение Богородично“ от 1813 година. Гробищният храм „Света Марина“ западно от селото е от 1874 година.
На австро-унгарската военна карта е отбелязано като Mories (Maris).
В 1928 година селото има 588 жители, от които 13 гърци бежанци.
Традиционно селото се занимава с отглеждане на маслини, производство на зехтин и пчеларство. След Втората световна война има миграция към крайбрежното селище Скала Марион.
| Име   | Име    | Ново име | Ново име | Описание              |
| ----- | ------ | -------- | -------- | --------------------- |
| Ацпас | Άτσπᾶς | Фарос    | Φάρος    | нос Ю от Скала Марион |

| Година    | 1913 | 1920 | 1928 | 1940 | 1951 | 1961 | 1971 | 1981 | 1991 | 2001 | 2011 | 2021 |
| --------- | ---- | ---- | ---- | ---- | ---- | ---- | ---- | ---- | ---- | ---- | ---- | ---- |
| Население | 849  | 742  | 588  | 634  | 674  | 629  | 425  | 375  | 277  | 199  | 158  | 96   |

## Личности
Родени в Мариес
- Йоан Тасоски (1638 – 1652), светец новомъченик